# 구스타보 푸에르타
구스타보 푸에르타(스페인어: Gustavo Adolfo Puerta Molano, 2004년 3월 3일~)는 스페인의 축구 선수로, 바이어 레버쿠젠와 콜롬비아 연령별 대표팀에서 골키퍼로 활동하고 있다.

## 구단 경력
2023년 1월 31일, 분데스리가의 바이어 레버쿠젠으로 이적한 후 즉시 2부 리그의 1. FC 뉘른베르크로 임대되었다.임대에서 복귀한 뒤, 바이엘 레버쿠젠에서 분데스리가 2023-24 우승을 차지했다.

## 국가대표팀 경력
2023년 CONMEBOL U-20 축구 선수권 대회에서 팀의 주장을 맡으며 팀을 대회 3위로 이끌었다.